# Pranciškus Stanislavas Vitkevičius
Pranciškus Stanislavas Vitkevičius (* 27. November 1926 in Daubariai, Rajongemeinde Mažeikiai; † 16. Juni 2013 in Vilnius) war ein litauischer Zivilrechtler, Professor für Römisches Recht, Richter und Politiker, Mitglied von Seimas.

## Leben
1941 trat Pranciškus Stanislavas Vitkevičius dem Gymnasium Mažeikiai bei und lernte (bis zum 1. März 1945), als er von der sowjetischen Armee rekrutiert wurde.
1950 studierte er an der zweijährigen Juridischen Schule Vilnius und arbeitete seit 1952 als Richter im Kreisgericht Utena. Daneben studierte er auch an der Abteilung für Fernstudium der Rechtsfakultät der Universität Vilnius (bis 1958).
1968 absolvierte er die Fern-Aspirantur und 1969 promovierte zum Doktor. 1981 habilitierte er an der Lomonossow-Universität in Moskau.
Ab 1984 war er Professors der Universität Vilnius.
Von 1956 bis 1970 war Pranciškus Stanislavas Vitkevičius Richter im Obersten Gericht Litauens, später als Dozent und Professor für Zivilrecht und insbesondere Römisches Privatrecht an der Universität Vilnius.
Von 1992 bis 1996 war er Mitglied im Parlament Seimas.
Pranciškus Stanislavas Vitkevičius war verheiratet. Mit seiner Frau Vlada hatte er den Sohn Valdas.

## Bibliografie
- Romėnų privatinės teisės sutartys : mokomasis leidinys. – Vilnius : LTU Leidybos centras, 2002.
- Šeimos narių turtiniai teisiniai santykiai. – Vilnius : Justitia, 2006.
- Civilinė teisė. Bendroji dalis. Mitautor. Eugrimas.